# Molophilus (Molophilus) worraworra
Molophilus (Molophilus) worraworra is een tweevleugelige uit de familie steltmuggen (Limoniidae). De soort komt voor in het Australaziatisch gebied.